# Bud, der Ganovenschreck
Bud, der Ganovenschreck (Originaltitel: Cane e gatto) ist eine italienische Actionkomödie mit Bud Spencer aus dem Jahr 1983.

## Handlung
Dem Kriminalpolizisten Alan Parker wird immer mal wieder der Auftrag zuteil, den Gauner Tony Roma zu schnappen. Dies gelingt ihm zwar meist innerhalb kürzester Zeit, doch so schnell wie Tony eingebuchtet wurde, büxt er auch wieder aus. Eines Nachts beobachtet Tony in einem Hotelzimmer einen Mafiamord – der Altpate Licuti höchstpersönlich hat sich um einen kleinen Verräter gekümmert. Doch Tony wird schließlich von den Mafiosi entdeckt und sofort gejagt; einem auf ihn verübten Sprengstoffanschlag entgeht Tony nur knapp. Daraufhin versteckt er sich in Parkers Auto, der mit seiner Familie gerade campen fahren will. Nach seiner Entdeckung will Parker ihn sofort wieder ausliefern, doch Tony erzählt seine Geschichte und kann sie sogar beweisen, da ein weiterer Anschlag verübt wird. Tony darf vorerst bei der Familie bleiben und macht sich an Parkers leicht verblühte Schwägerin Deborah heran.
Als die Mafia sogar versucht, Parkers Familie zu kidnappen, entschließt sich Parker, Tony so schnell wie möglich weg von der Familie zu bringen und sie fahren mit dem Zug zurück nach Hause. Doch als sie sich im Zug befinden, wird ein weiterer Mordanschlag auf die beiden verübt, dem sie jedoch wieder entgehen können. Parker enttarnt einen Spitzel bei der Polizei und stellt mit Tony Romas und dessen Hilfe Licuti eine Falle, bei der dieser ein offenes Mordgeständnis ausspricht, welches durch ein verstecktes Diktiergerät aufgezeichnet wird.
Schlussendlich werden nach einer Prügelei Licutis Handlanger festgenommen und Tony Roma wird von Parker wieder einmal gejagt, nachdem er entgegen seinem Versprechen Deborah nicht heiratet und sich schon vor dem Altar stehend verdrückt.

## Synchronisation
Die deutsche Fassung entstand bei der Deutschen Synchron GmbH Karlheinz Brunnemann in Berlin. Das Dialogbuch schrieb Heinz Petruo, der auch die Regie übernahm.
| Darsteller        | Rolle             | Synchronsprecher  |
| ----------------- | ----------------- | ----------------- |
| Bud Spencer       | Alan Parker       | Wolfgang Hess     |
| Tomás Milián      | Tony Roma         | Andreas Mannkopff |
| Marc Lawrence     | Salvatore Licuti  | Klaus Miedel      |
| Bill Garrigues    | Sgt. Hayg         | Frank Glaubrecht  |
| Christa Troples   | Madame Hayg       | Margot Rothweiler |
| Joan Call         | Annunziata Pipino | Dagmar Altrichter |
| Joan Murphy       | Virginia Anderson | Gisela Fritsch    |
| Margherita Fumero | Deborah Smith     | Marianne Lutz     |

## Kritik
- Lexikon des internationalen Films: „Um mit Hilfe eines kleinen Gauners eine Mafia-Bande zu fangen, schlägt ein Spezialpolizist alles zusammen, was sich ihm in den Weg stellt. Action-Film für unermüdliche Bud-Spencer-Fans.“[2]

## DVD-Veröffentlichung
Der Film erschien am 21. August 2003 bei e-m-s new media auf DVD. Am 3. Juli 2013 wurde er erstmals in HD-Qualität auf Blu-ray von 3L-Homevideo veröffentlicht.

## Weblink
- Bud, der Ganovenschreck bei IMDb